# Lista de embaixadores da Rússia em Portugal
Esta é uma lista de embaixadores da Federação Russa e das entidades que a precederam (Império Russo, Governo Provisório da República Russa e União Soviética) em Portugal, desde o estabelecimento de relações diplomáticas entre os dois países, no final do século XVIII.

## Cronologia das relações diplomáticas
- 1778 - estabelecimento de relações diplomáticas.
- 1808 - o ministro russo em Portugal desloca-se com a Corte para o Rio de Janeiro.
- 1821 - o ministro russo em Portugal regressa com a Corte para Lisboa.
- 26 de Outubro de 1917 - Corte de relações diplomáticas, na sequência da Revolução de Outubro (Bolchevique) de 1917.
- 9 de Junho de 1974 - Estabeleceu de relações diplomáticas ao nível de embaixada.
- 25 de Dezembro de 1991 - Dissolução da União Soviética; a Federação Russa é reconhecida como seu sucessor legal.

## Embaixadores
- Os encarregados de negócios vão assinalados a itálico.

| Período                                         | Embaixador                               | Anos de vida | Comentários             |
| ----------------------------------------------- | ---------------------------------------- | ------------ | ----------------------- |
| Império Russo                                   |                                          |              |                         |
| 1778 - 1789                                     | Maximilian Wilhelm von Nesselrode        | 1724-1810    | Ministro-Conselheiro    |
| 1789 - 1796                                     | Andrei Ivanovich Forsman                 |              | Encarregado de negócios |
| Dezembro de 1798 - Janeiro de 1799              | Aleksandr Aleksandrovich Bibikov         | 1765-1822    | Ministro-Conselheiro    |
| 1799 - 1799                                     | Pyotr Fiodorovich Maltitz                | 1753-1826    | Ministro-Conselheiro    |
| 9 de Maio de 1800 - 10 de Setembro 1806         | Ivan Mikhailovich Vasilev                | 1750-1819    | Ministro-Conselheiro    |
| Abril de 1807 - Junho de 1811                   | Andrei Yakovlevich Dubachevsky           | 1757-?       | Encarregado de negócios |
| 11 de Julho de 1811 - 27 de Abril de 1815       | Fiódor Petrovich Palen                   | 1780-1863    | Ministro-Conselheiro    |
| 1815 - 1816                                     | Alexei Vasilievich Sverchkov             | 1788-1828    | Encarregado de negócios |
| 27 de Abril de 1815 - 13 de Novembro de 1817    | Pyotr Fiodorovich Balk-Polev             | 1777-1849    | Ministro-Conselheiro    |
| 13 de Novembro de 1817 - 28 de Junho de 1819    | Fiódor Vasilievich Theil von Seroskerken | 1772-1826    | Ministro-Conselheiro    |
| 22 de Novembro de 1819 - 3 de Outubro de 1828   | Franz Franzevich Borel-Palentssky        | 1775-1832    | Encarregado de negócios |
| 1 de Janeiro de 1829 - 20 de Janeiro de 1833    | Lev Severinovich Potocki                 | 1789-1860    | Ministro-Conselheiro    |
| 20 de Junho de 1842 - 13 de Março de 1845       | Alexei Grigorievich Stroganov            | 1797-1879    | Encarregado de negócios |
| 13 de Março de 1845 - 11 de Março de 1848       | Alexei Grigorievich Stroganov            | 1797-1879    | Ministro-Conselheiro    |
| 11 de Março de 1848 - 6 de Dezembro de 1853     | Sergei Grigorievich Lomonosov            | 1799-1857    | Ministro-Conselheiro    |
| 13 de Fevereiro de 1854 - 1 de Agosto de 1863   | Ivan Petrovich Ozerov                    | 1806-1880    | Ministro-Conselheiro    |
| 3 de Março de 1864 - 3 de Abril de 1871         | Christian Emel'yanovich Kudryavskaya     | 1815-1878    | Ministro-Conselheiro    |
| 3 de Abril de 1871 - 14 de Maio de 1883         | Dmitri Grigorievich Glinka               | 1808-1883    | Ministro-Conselheiro    |
| 2 de Junho de 1883 - 29 de Março de 1885        | Pavel Aleksandrovich Arapov              | 1838-1885    | Ministro-Conselheiro    |
| 21 de Maio de 1885 - 9 de Abril de 1891         | Nikolai Antonovich Fonton                |              | Ministro-Conselheiro    |
| 9 de Abril de 1891 - 28 de Julho de 1892        | Mikhail Aleksandrovich Khitrovo          | 1837-1896    | Ministro-Conselheiro    |
| 28 de Julho de 1892 - 9 de Fevereiro de 1896    | Dmitri Yegorovich Shevich                | 1839-1906    | Ministro-Conselheiro    |
| 10 de Fevereiro de 1896 - 1 de Novembro de 1899 | Ernest Petrovich Meyendorff              | 1836-1902    | Ministro-Conselheiro    |
| 16 de Novembro de 1899 - 1902                   | Valery Vsevolodovich Zhadovsky           | 1836-1916    | Ministro-Conselheiro    |
| 1902 - 1910                                     | Alexander Ivanovich Koyander             | 1847-1910    | Ministro-Conselheiro    |
| 1910 - 3 de Março de 1917                       | Pyotr Sergeyevich Botkin                 | 1861-1933    | Ministro-Conselheiro    |
| Governo Provisório Russo                        |                                          |              |                         |
| 1917 - 26 de Outubro de 1917                    | Paul Leongardovich von Ungern-Sternberg  | 1882-1948    | Encarregado de negócios |
| União Soviética                                 |                                          |              |                         |
| 26 de Julho de 1974 - 17 de Dezembro de 1982    | Arnold Ivanovich Kalinin                 | 1929 -       | Embaixador              |
| 17 de Dezembro de 1982 - 22 de Outubro de 1987  | Valentin Petrovich Vdovin                | 1927 -       | Embaixador              |
| 22 de Outubro de 1987 - 1990                    | Valentin Petrovich Kasatkin              | 1930 -       | Embaixador              |
| 1990 - 25 de Dezembro de 1991                   | Guenady Ivanovich Gerasimov              | 1930 - 2010  | Embaixador              |
| Federação Russa                                 |                                          |              |                         |
| 25 de Dezembro de 1991 - 16 de Março de 1993    | Guenady Ivanovich Gerasimov              | 1930 - 2010  | Embaixador              |
| 16 de Março de 1993 - 28 de Agosto de 1998      | Aleksandr Smirnov                        | 1944 -       | Embaixador              |
| 27 de Agosto de 1998 - 1 de Fevereiro de 2002   | Gennady Tarasov                          | 1947 -       | Embaixador              |
| 19 de Junho de 2002 - 11 de Abril de 2006       | Bakhtiyor Marufovich Hakimov             | 1950 -       | Embaixador              |
| 11 de Abril de 2006 - 2013                      | Pavel Fiodorovich Petrovsky              | 1947 -       | Embaixador              |
| 2013 - até ao presente                          | Oleg Belous                              | 1951 -       | Embaixador              |